# Georg Stürz
Georg Stürz (* 19. März 1944; † 9. Januar 2009) war ein deutscher Fußballspieler. Er spielte für Arminia Bielefeld.

## Werdegang
Stürz machte in seinem Heimatort Dorsten eine Lehre als Bergmann auf der Zeche „Fürst Leopold“, parallel spielte er bei SuS Hervest-Dorsten in der Kreisklasse. 1962 vollzog er einen Wechsel zum in die Landesliga Westfalen aufgestiegenen RSV Meinerzhagen, der ihm eine zweite Lehre zum Industriekaufmann ermöglichte. Dort machte er durch gute Leistungen auf sich aufmerksam und wurde mehrfach in die Westfalenauswahl sowie die Bundeswehrnationalmannschaft berufen.
1967 zog er zu Arminia Bielefeld weiter, mit der er im Jahre 1970 Vizemeister der Regionalliga West wurde und in die Bundesliga aufstieg. Zwei Jahre später folgte der Wiederabstieg in die Regionalliga. Im Jahre 1974 beendete er seine Karriere. Für die Arminen absolvierte Stürz 35 Bundesliga- und 110 Regionalligaspiele und erzielte dabei drei Tore. Auf Vermittlung seines Mitspielers Ernst Kuster begann er bei der Stadt Bielefeld eine weitere Ausbildung und arbeitete fortan in der kommunalen Verwaltung. Hauptberuflich war er lange Zeit im Bielefelder Sportamt tätig, zeitweise war er für die Seidensticker Halle zuständig.
Nach seiner Karriere war er für die Bielefelder als Co-Trainer und Manager tätig. Später war er Trainer beim SC Verl, dem VfB 03 Bielefeld, dem FC Gohfeld und dem Bünder SV. Stürz verstarb im Alter von 64 Jahren an einem Krebsleiden.